# 謝爾登斯格羅夫 (伊利諾伊州)
謝爾登斯格羅夫（英語：Sheldons Grove）是位於美國伊利諾伊州斯凱勒縣的一個非建制地區。該地的面積和人口皆未知。

## 地理
謝爾登斯格羅夫的座標為40°10′00″N 90°17′39″W / 40.16667°N 90.29417°W，而該地的平均海拔高度為142米（即466英尺）。